# Гетто в Юровичах (Гомельская область)
Гетто в Ю́ровичах (Гомельская область) (лето 1941 — декабрь 1941) — еврейское гетто, место принудительного переселения евреев деревни Юровичи Калинковичского района Гомельской области и близлежащих населённых пунктов в процессе преследования и уничтожения евреев во время оккупации территории Белоруссии войсками нацистской Германии в период Второй мировой войны.

## Оккупация Юровичей и создание гетто

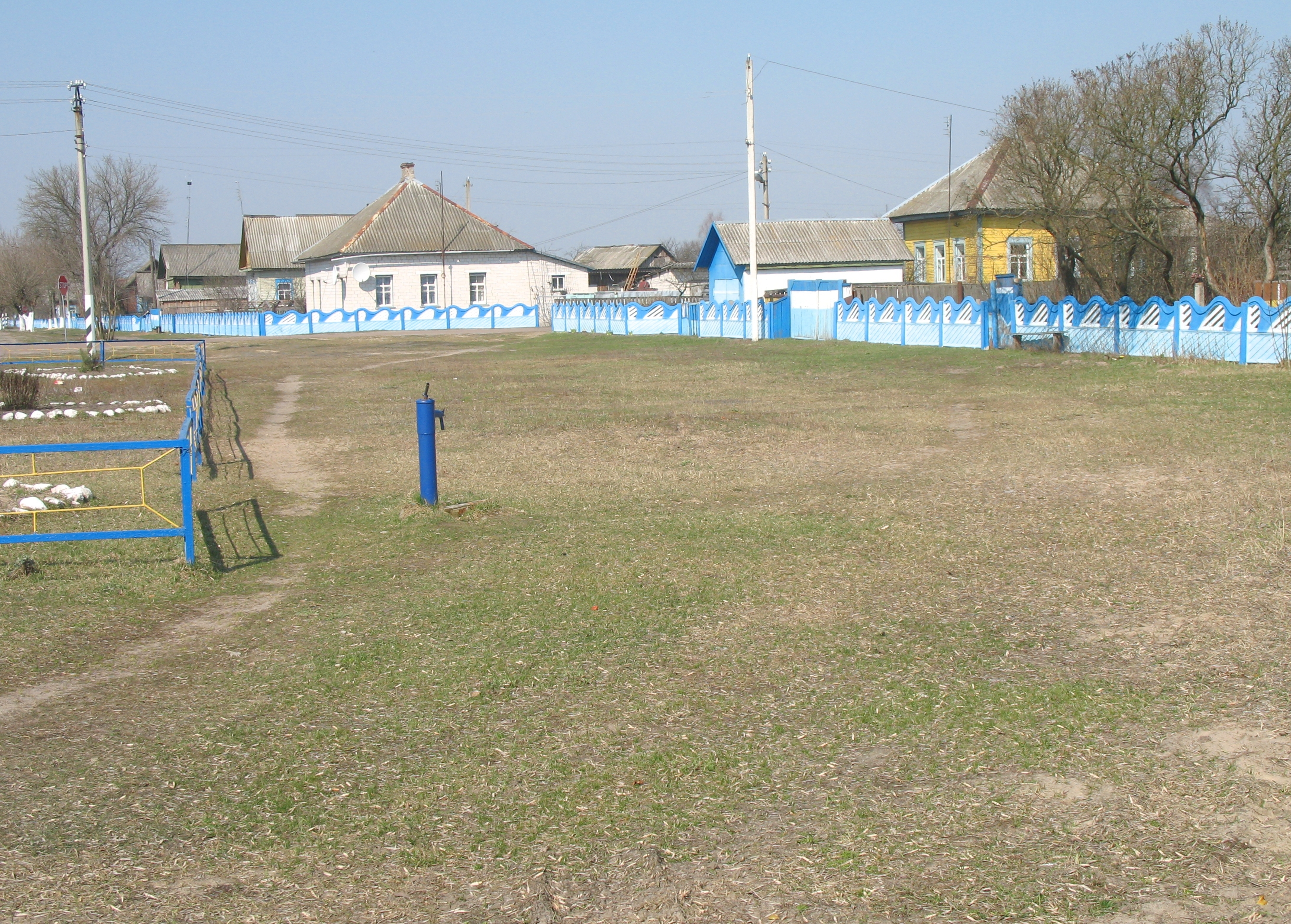
Бывшая рыночная площадь в Юровичах. На этом месте собирали евреев перед расстрелом

Деревня Юровичи была оккупирована немецкими войсками с 25 августа 1941 года до июля 1944 года. После оккупации сразу начались преследования евреев, которых в деревне осталось более 150 семей.
Реализуя нацистскую программу уничтожения евреев, немцы создавали гетто почти во всех городах и населённых пунктах Беларуси, где проживало еврейское население. Так и в Юровичах оккупанты организовали гетто, но вначале евреев оставили жить в своих домах.
В первых числах ноября 1941 года начальник полиции Юровичей Кожемяко и его заместитель Емельянов приказали сократить территорию гетто, ограничив её улицей Подгорная и загнав в каждый дом по несколько семей. При переселении «бобики» (так в народе презрительно называли коллаборационистов) вместе с немцами ограбили евреев, забрав всё их имущество.
Евреев обязали нашить на левом рукаве жёлтые метки. За попытку выйти из гетто расстреливали.

## Уничтожение гетто
18 ноября 1941 года из Калинкович в Юровичи приехали 20 полицейских. Вместе с местными полицаями рано утром 19 ноября 1941 года они вывели на базарную площадь около 200 (244) евреев. Затем обречённых людей отвели на окраину местечка и на берегу реки Припять расстреляли. Тела убитых неделю не были захоронены и за это время были частично растерзаны животными.
Следующие «акции» (таким эвфемизмом нацисты называли организованные ими массовые убийства) произошли 27 ноября 1941 года и в начале (конце) декабря 1941 года (по другим данным, также и в 1942 году). Евреев снова выводили на базарную площадь, после чего гнали на окраину Юрович и убивали. Тех, кто пытался прятаться в деревне, находили и убивали. По данным комиссии ЧГК, немцы и их сообщники «убили более 400 человек, в том числе детей — 207, стариков — 128, из них больных более 100 человек».

## Память
По разным данным, число жертв геноцида евреев в Юровичах составляет от 400 до 540 человек. Опубликованы их неполные списки.
На месте расстрела в овраге был установлен валун в качестве памятника и табличка со словами на белорусском языке и на иврите: «Тут пахаваны дарагiя сэрцу браты-яўрэi, святыя ахвяры, што загiнулi ад рук фашысцкiх катаў у 1941—1942 гадах. Аж жыхароў в. Юравiчы, май 1995 года». В 2014 году был установлен новый памятник.